# Скрипичная традиция острова Кейп-Бретон
Скрипичная традиция острова Кейп-Бретон (англ. Cape Breton fiddling) — региональная канадская скрипичная традиция, которая является одной из составляющих кельтской музыки. Скрипичная музыка острова Кейп-Бретон была привезена в Северную Америку шотландскими иммигрантами из гэло-говорящих регионов области Шотландского высокогорья и с островов Внешние Гебриды в период массовой депортации шотландских горцев. При этом распространено мнение, что шотландская скрипичная традиция сохранилась лучше на острове Кейп-Бретон, чем в самой Шотландии.

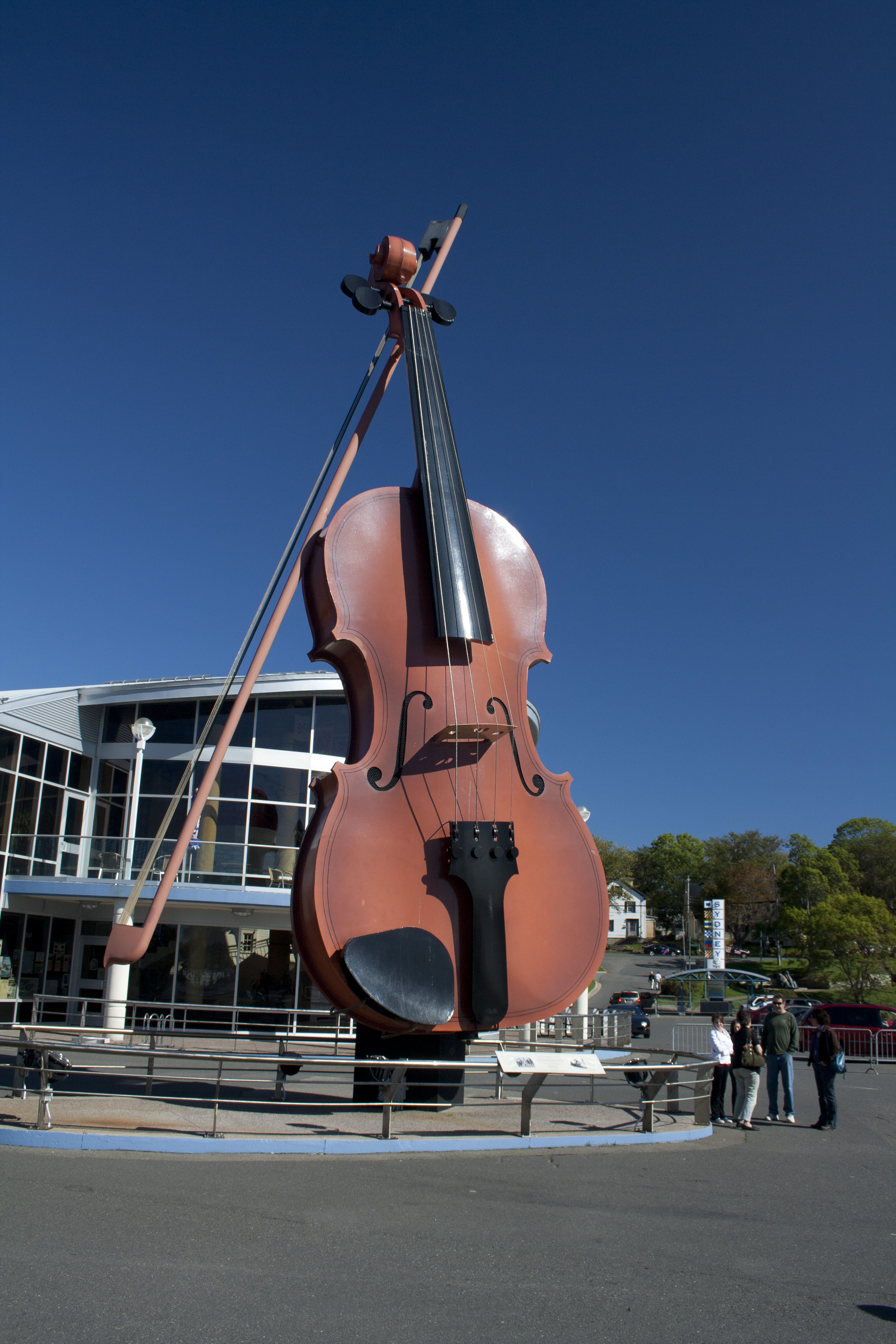
Самый большой памятник скрипке и смычку на набережной города Сидней, Новая Шотландия

Танцевальные стили, которые ассоциируются с этой музыкой, — Кейп-Бретон-степ, сквэр-данс (стиль провинции Иона и графства Инвернесс) и Хайланд.
В 2005 году в дань уважения к традиционной музыке региона было построено здание туристического центра и самый большой памятник скрипке и смычку на набережной города Сидней, Новая Шотландия.

## Техника игры
Стиль игры на острове Кейп-Бретон характеризуется своими сильными акцентами, а также синкопами в движении «вверх смычком». Поэтому мелодии других традиций (ирландские, континентальные канадские, франко-канадские и т. д.) обычно звучат иначе в исполнении скрипачей Кейп-Бретона. Кроме того сильная доля всегда сопровождается ударом пятки в пол. Ритмический рисунок ног, как правило пятка-носок в рилах и пятка в страспеях.
Скрипичная музыка острова находится под сильным влиянием интонаций гэльского языка, страспеев и особого вида гэльского пения puirt-a-beul. Орнаментация же адаптирована из техники шотландской волынки. Именно эта орнаментация, а также триплеты, бурдоны и двойные ноты отличают музыку Кейп-Бретон от остальных кельтских традиций.

## Репертуар
Типы мелодий, которые обычно используются на острове Кейп-Бретон, — это джиги, рилы, марши, страспеи, клоги или хорнпайпы, и слоу-эйры (часто медленные песни, баллады, сыгранные на инструменте). В прошлом веке скрипка и фисгармония были самыми распространенными инструментами для исполнения подобной музыки; позже фисгармония была вытеснена фортепиано. Однако многие мелодии, так или иначе связанные с этим островом, часто исполняются и на других инструментах, особенно на волынке, фортепиано и гитаре, а также их можно услышать на губной гармонике, вистле, мандолине или банджо.
Современные Кейп-Бретон исполнители опираются на большое количество музыки: от шотландских и ирландских традиционных мелодий до современных композиций. Несколько старых сборников мелодий были особенно популярными:
- Fraser, Simon (1874), Simon Fraser Collection
- MacDonald, Keith Norman (1887), The Skye Collection
- MacQuarrie, Gordan F. (1940), The Cape Breton Collection
- Francis O’Neill|O’Neill, Francis (1903), O’Neill’s Music Of Ireland
- Robertson, James Stewart (1884), The Athole Collection
- Skinner, James Scott, The Scottish Violinist
- Skinner, James Scott, The Harp and Claymore

В ряде недавних публикаций также значительное количество современного репертуара Кейп-Бретон:
- Beaton, Kinnon (2000), The Beaton Collection (compositions of Kinnon, Donald Angus, and Andrea Beaton)
- Cameron, John Donald (2000), The Heather Hill Collection (compositions of Dan R. MacDonald)
- Cameron, John Donald (1994), The Trip To Windsor Collection (compositions of Dan R. MacDonald, volume 2)
- Cranford, Paul (2007), The Cape Breton Fiddlers Collection
- Cranford, Paul (1997), Winston Fitzgerald: A Collection of Fiddle Tunes
- Dunlay, Kate, and David Greenberg (1996), The Dungreen Collection — Traditional Celtic Violin Music of Cape Breton
- Holland, Jerry (1988, several revised editions), Jerry Holland’s Collection of Fiddle Tunes
- Holland, Jerry (2000), Jerry Holland: The Second Collection
- MacEachern, Dan Hugh (1975), MacEachern’s Collection
- Ruckert, George (2009), John Campbell: A Cape Breton Legacy
- Stubbert, Brenda (1994), Brenda Stubbert’s Collection of Fiddle Tunes
- Stubbert, Brenda (2007), Brenda Stubbert: The Second Collection

## Композиторы и исполнители
Шотландские композиторы, популярные на острове Кейп-Бретон: Нил Гоу, Натаниель Гоу, Уильям Маршал, и Джеймс Скотт Скиннер. Хорошо известные композиторы с острова Кейп-Бретон: Дональд Ангус Битон, Киннон Битон, Ангус Чизолм, Пол Крэнфорд, Джери Холланд, Дэн Р. МакДональд, Джон МакДугл, Дэн Хью МакАкерн и Бренда Стабберт.
Скрипичная музыка направления Кейп-Бретон получила международное признание благодаря таким исполнителям как: Эшли МакАйзек, Натали МакМастер и Семья Рэнкин — The Rankin Family. Другие исполнители этой музыки: Андреа Битон, Винни Чаф, Уинстон Скотти Фитзжеральд, Кимберли Фрейзер, Карл МакКензи, Хауи МакДональд, Сэнди Макинтайр, Бадди МакМастер, Мари Рэнкин.

## Известные скрипачи
- Андреа Битон
- Дональд Ангус Битон
- Киннон Битон
- Глэн Грэм
- Джи. Пи. Кормир
- Джон Кэмпбел
- Бил Лами
- Венди Макайзек
- Эшли Макайзек
- Дэйв Макайзек
- Дэн Р. Макдональд
- Хауи Макдональд
- Родни Макдональд
- Трой МакГиливри
- Сэнди Макинтайр
- Бадди Макмастер
- Натали Макмастер
- Мари Рэнкин
- Джон Моррис Рэнкин
- Брэнда Стабберт
- Уинстон Скотти Фицджеральд
- Кимберли Фрейзер
- Джери Холланд
- Стэн Чапман
- Винни Чаф
- Ангус Чизолм

## Внешние ссылки (англ.)
- Celtic Music Interpretive Centre
- Kimberley Fraser’s Fiddle Blog Блог Кейп-Бретон-скрипачки Кимберли Фрейзер, где обсуждаются проблемы, связанные со скрипичной музыкой этого региона.